# Саутвест Тауншип (округ Воррен, Пенсільванія)
Саутвест Тауншип (англ. Southwest Township) — селище (англ. township) в США, в окрузі Воррен штату Пенсільванія. Населення — 427 осіб (2020).

## Демографія
Згідно з переписом 2010 року, у селищі мешкало 527 осіб у 203 домогосподарствах у складі 142 родин. Було 345 помешкань
Расовий склад населення:
| - 99,2 % — білих |

До двох чи більше рас належало 0,4 %. Частка іспаномовних становила 2,8 % від усіх жителів.
За віковим діапазоном населення розподілялося таким чином: 23,3 % — особи молодші 18 років, 62,1 % — особи у віці 18—64 років, 14,6 % — особи у віці 65 років та старші. Медіана віку мешканця становила 41,4 року. На 100 осіб жіночої статі у селищі припадало 96,6 чоловіків;  на 100 жінок у віці від 18 років та старших — 107,2 чоловіків також старших 18 років.
Середній дохід на одне домашнє господарство  становив 52 612 долари США (медіана — 45 250), а середній дохід на одну сім'ю — 59 271 долар (медіана — 48 875). Медіана доходів становила 39 375 доларів для чоловіків та 26 250 доларів для жінок. За межею бідності перебувало 15,2 % осіб, у тому числі 26,8 % дітей у віці до 18 років та 16,2 % осіб у віці 65 років та старших.
Цивільне працевлаштоване населення становило 226 осіб. Основні галузі зайнятості: виробництво — 25,7 %, освіта, охорона здоров'я та соціальна допомога — 23,0 %, роздрібна торгівля — 13,3 %, будівництво — 9,7 %.